# Havredal
Havredal er en landsby i Midtjylland med 134 indbyggere (2012) , beliggende i Frederiks Sogn, 15 kilometer sydvest for Viborg og 1 km syd fra Frederiks. Landsbyen ligger i Viborg Kommune og tilhører Region Midtjylland.
Byen blev grundlagt i 1759 og startede som en bebyggelse for Kartoffeltyskerne med 30 gårde.
Sekundærrute 186 går igennem Havredal.